# Raymonde Allain
Raymonde Allain (22 de junio de 1912 – 27 de julio de 2008) fue una modelo y actriz francesa. fue Miss Francia en 1928.

## Biografía
Hija del actor Allain Dhurtal, se casó en 1938 con el pianista y compositor de origen ruso Alec Siniavine (1906-1996).
Su participación en el Concurso Internacional de Belleza de 1928 le atrajo el interés de los medios de comunicación, y su polémica derrotaante la estadounidense Ella Van Hueson provocó una disputa crítica sobre lo que se consideraba "belleza real". Allain posteriormente escribió su autobiografía titulada Histoire vraie d'un prix de beauté.

## Filmografía destacada
- Rien que des mensonges (1933) como Angèle
- Le tunnel (1933) como Ethel Lloyd
- Le voyage de Monsieur Perrichon (1934) como Henriette Perrichon
- Les perles de la couronne (1937) como Emperatriz Eugenia
- La valse de Paris (1950) como Emperatriz Eugenia